# C8卡賓槍
C8卡賓槍由加拿大柯爾特（Colt Canada，前身為迪瑪科（Diemaco））生產，是C7突擊步槍系列的卡賓槍版本。

## 設計
C8裝有14.5寸（M16A1式）槍管，與M653 M16A1卡賓槍相同，但纏距為1比7以發射C77步槍彈，提把照門亦沒有風偏調節。
C8的設計類似M4卡賓槍，外型與柯爾特M653非常相似，型號名稱為M725。

## 採用
C8 SFW是加拿大軍隊的制式步槍之一。
英國軍隊裝備的C8命名為“L119A1”，主要裝備於特種部隊、陸軍、海軍陸戰隊和皇家憲兵。其中特種部隊採用的C8目前已部份換裝為C8 IUR的英軍版本“L119A2”。
丹麥也以“Kb M/96OP”的名義採用C8，其他使用C8的部隊還包括挪威的特種部隊及警察和荷蘭軍隊。

## 衍生型
- C8A1

C8A1（又稱C8FT）是C8的平頂（Flat Top）改進型，實際上與C7A1及C7A2相似但縮短了長度，裝有ELCAN C79光學瞄準鏡。
- C8A2

C8A2（C8FTHB）與C7A2相似，是以C8及C8A1改裝而成，更推出了半自動版本。
- C8A3[6]
- C8CQB

C8CQB採用伸縮槍托、10寸槍管、三叉式消焰器、可拆式提把（沒有風偏調節），空槍只重2.36公斤，與CQBR十分相似。
- C8IUR[9]

C8 IUR為採用一體化上機匣的版本，護木與上機匣為同一部件。英軍版本為L119A2。
- C8CT

C8CT是C7CT的短槍管（406毫米）版本，改用伸縮槍托，其他設計皆與C7CT相同。
- SFW

在推出C8及C8A1後，迪瑪科推出了SFW（Special Forces Weapon）。SFW採用比C8A1厚的16寸重槍管、新型消焰器、四段位置的伸縮槍托、加裝有齒形防滑紋的橡膠緩衝墊槍托底板、改用設有四條導軌的護木、改良內部設計。SFW對應多種戰術配件，包括M203榴彈發射器、AG-C榴彈發射器、各種光学瞄準鏡、戰術燈、雷射指示器等。英軍版本為L119A1。

## 使用國

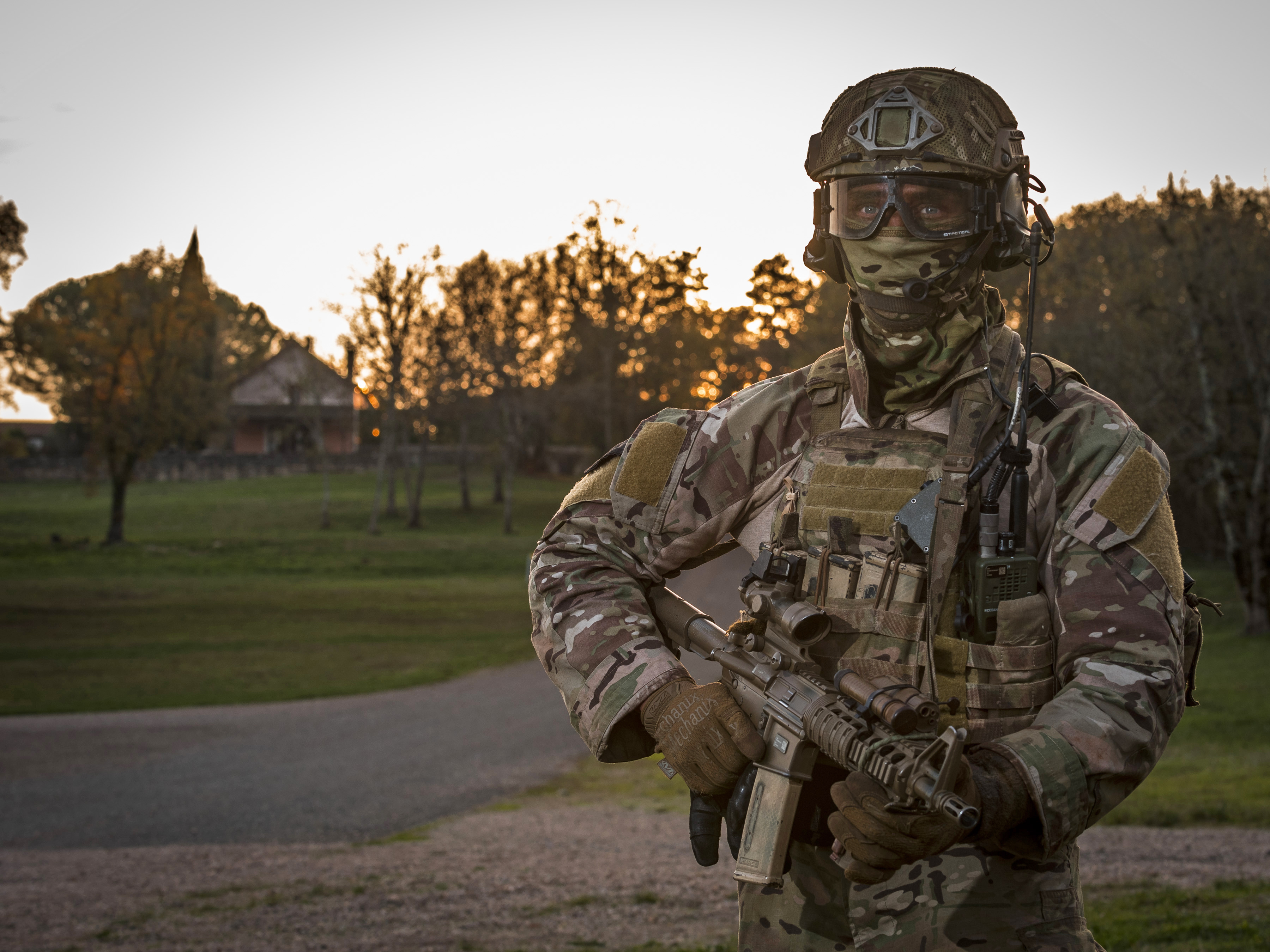
英國陸軍第16空中突擊旅的探路兵排手持短槍管的L119A1

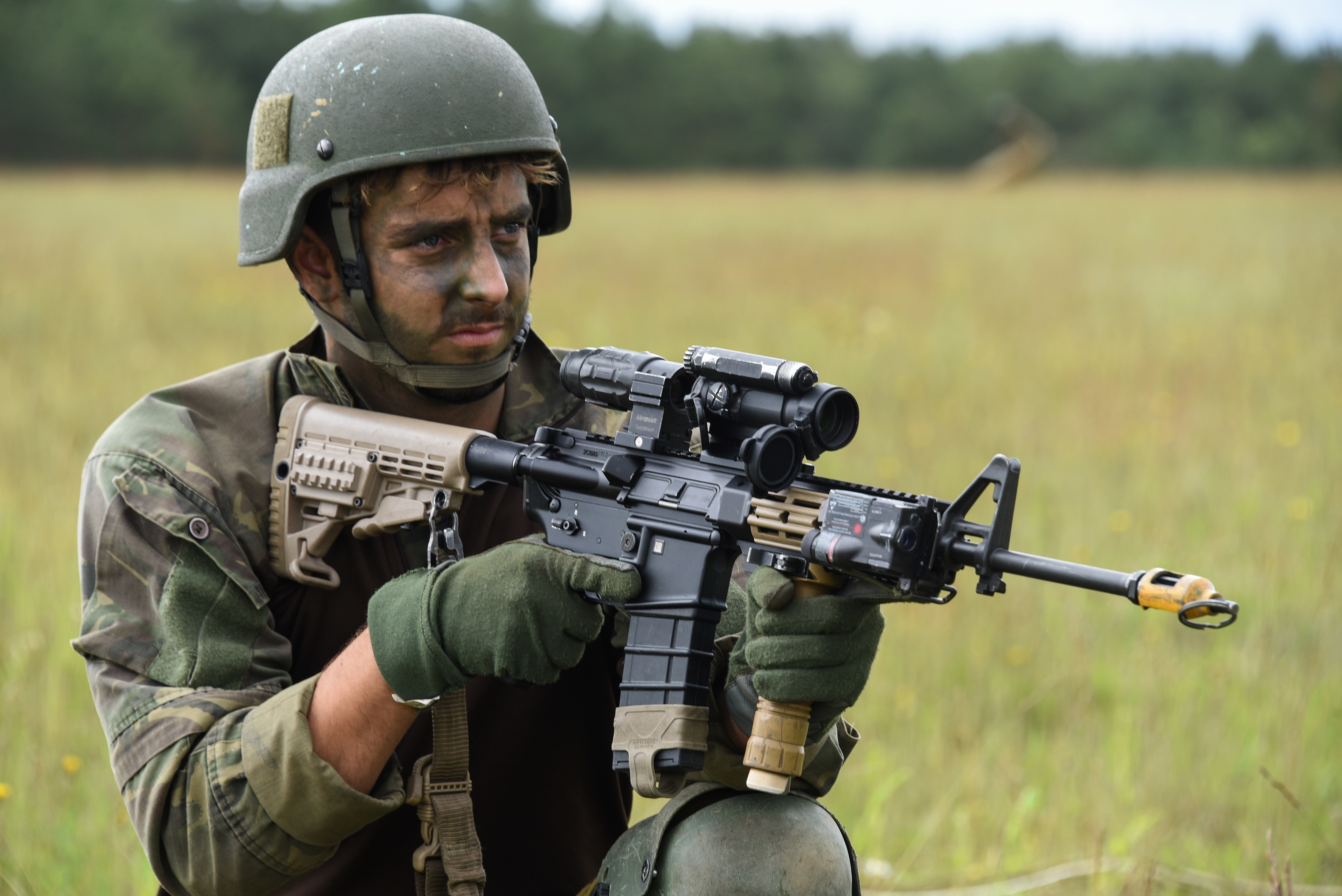
荷蘭皇家陸軍士兵裝備的C8

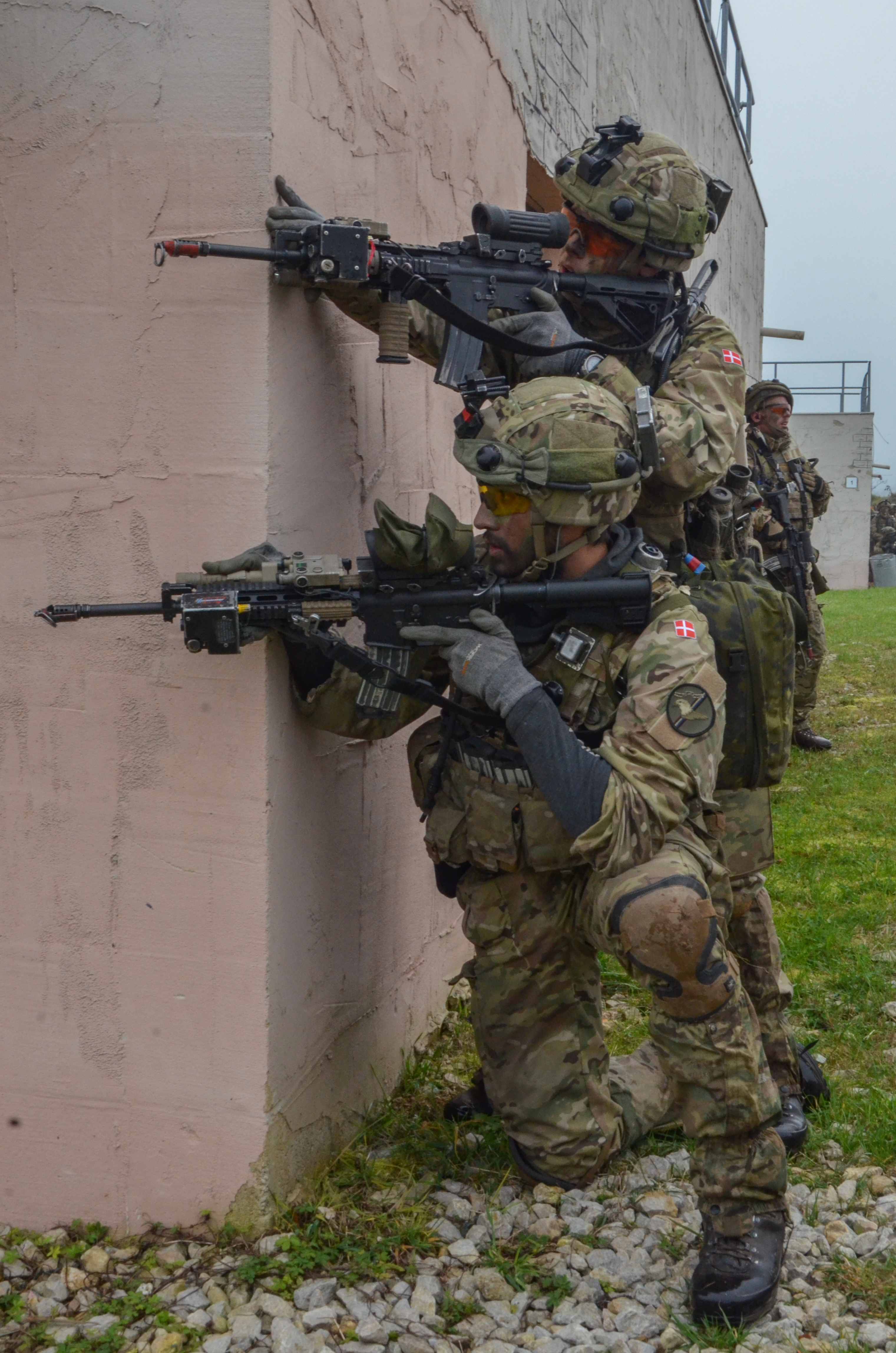
使用C8訓練的丹麥皇家陸軍士兵

- 阿根廷
  - 特種部隊單位
- 加拿大
  - 加拿大軍隊
  - 加拿大皇家騎警
- 賽普勒斯
- 丹麦
  - 丹麥國防軍
- 荷蘭
  - 荷蘭軍隊
- 冰島
- 新西兰
  - 紐西蘭陸軍特種空勤團
- 挪威
  - 挪威國防軍特種部隊單位
- 乌克兰[13]
  - 烏克蘭武裝部隊
- 英国
  - 英國國防部
    - 國防部警察（英语：Ministry of Defence Police）
    - 英國陸軍
      - 第16空中突擊旅探路排（英语：Pathfinder Platoon）
      - 第148（密鐵拉）炮台皇家炮兵團（英语：148 (Meiktila) Battery Royal Artillery）
      - 英國皇家憲兵（英语：Royal Military Police）
      - 特種作戰旅（英语：Army Special Operations Brigade）

    - 英國皇家海軍陸戰隊
    - 英國特種部隊
      - 英國陸軍空降特勤團
      - 英國陸軍特種偵察團
      - 英國陸軍第18（UKSF）信號團（英语：18 (UKSF) Signal Regiment）
      - 英國皇家海軍舟艇特勤團
      - 特種部隊支援群

## 登場作品

### 電子遊戲
- 2005年—《真實計劃》
- 2015年—：命名為「C8-SFW」，裝上「萬能鑰匙」，由第二联合特遣部队幹員所使用。
- 2015年—《戰術小隊》：C8A3為加拿大陸軍專屬武器。